# Quiaca (distrito)
Quiaca é um distrito do Peru, departamento de Puno, localizada na província de Sandia.

## Transporte
O distrito de Quiaca é servido pela seguinte rodovia:
- PU-115, que liga a cidade de Yanahuaya ao distrito de Ananea[1][2][3]